# Atarba serena
Atarba serena är en tvåvingeart som beskrevs av Alexander 1969. Atarba serena ingår i släktet Atarba och familjen småharkrankar.
Artens utbredningsområde är Panama. Inga underarter finns listade i Catalogue of Life.